# Ô Khảm
Ô Khảm (phồn thể: 烏坎; giản thể: 乌坎; bính âm: wūkǎn) là một làng đánh cá thuộc tỉnh Quảng Đông, Trung Quốc. Nó có dân số khoảng 13.000 dân cư, cách Hong Kong 120 km về phía đông. Về phương diện hành chính, Ô Khảm là một phần của phường Donghai thuộc thành phố cấp huyện Lục Phong, địa cấp thị Sán Vĩ.

## Tranh chấp đất đai
Ô Khảm được sự chú ý quốc tế như là nơi diễn ra các cuộc biểu tình Ô Khảm năm 2011, kết quả là lật đổ chính quyền địa phương của Đảng Cộng sản Trung Quốc bị cáo buộc tham nhũng, bổ nhiệm các lãnh đạo làng vào các vị trí trong Đảng Cộng sản và tổ chức các cuộc bầu cử dân chủ để bầu trưởng thôn mới và hội đồng làng.